# Медісон (Індіана)
Медісон (англ. Madison) — місто (англ. city) в США, адміністративний центр округу Джефферсон штату Індіана. Населення — 12 357 осіб (2020).
Веде свою історію з перших поселень заснованих близько 1806, статус міста одержало офіційно 1 квітня 1809. Код FIPS 18-4599, GNIS ID 0438468, ZIP-код 47250.

## Географія
Медісон розташований за координатами 38°45′32″ пн. ш. 85°23′50″ зх. д. / 38.75889° пн. ш. 85.39722° зх. д. (38.758829, -85.397135).  За даними Бюро перепису населення США в 2010 році місто мало площу 22,91 км², з яких 22,21 км² — суходіл та 0,70 км² — водойми.

## Демографія
Згідно з переписом 2010 року, у місті мешкало 11 967 осіб у 5048 домогосподарствах у складі 2951 родини. Густота населення становила 522 особи/км².  Було 5787 помешкань (253/км²).
Расовий склад населення:
| - 93,5 % — білих - 2,8 % — чорних або афроамериканців - 1,2 % — азіатів - 0,2 % — корінних американців |

До двох чи більше рас належало 1,6 %. Частка іспаномовних становила 1,7 % від усіх жителів.
За віковим діапазоном населення розподілялося таким чином: 21,0 % — особи молодші 18 років, 61,8 % — особи у віці 18—64 років, 17,2 % — особи у віці 65 років та старші. Медіана віку мешканця становила 42,2 року. На 100 осіб жіночої статі у місті припадало 81,2 чоловіків;  на 100 жінок у віці від 18 років та старших — 79,2 чоловіків також старших 18 років.
Середній дохід на одне домашнє господарство  становив 56 916 доларів США (медіана — 46 153), а середній дохід на одну сім'ю — 67 564 долари (медіана — 55 221). Медіана доходів становила 40 582 долари для чоловіків та 34 955 доларів для жінок. За межею бідності перебувало 15,5 % осіб, у тому числі 19,6 % дітей у віці до 18 років та 8,6 % осіб у віці 65 років та старших.
Цивільне працевлаштоване населення становило 5066 осіб. Основні галузі зайнятості: виробництво — 26,3 %, освіта, охорона здоров'я та соціальна допомога — 23,5 %, мистецтво, розваги та відпочинок — 11,4 %, роздрібна торгівля — 8,9 %.